# Pulvermetallurgi

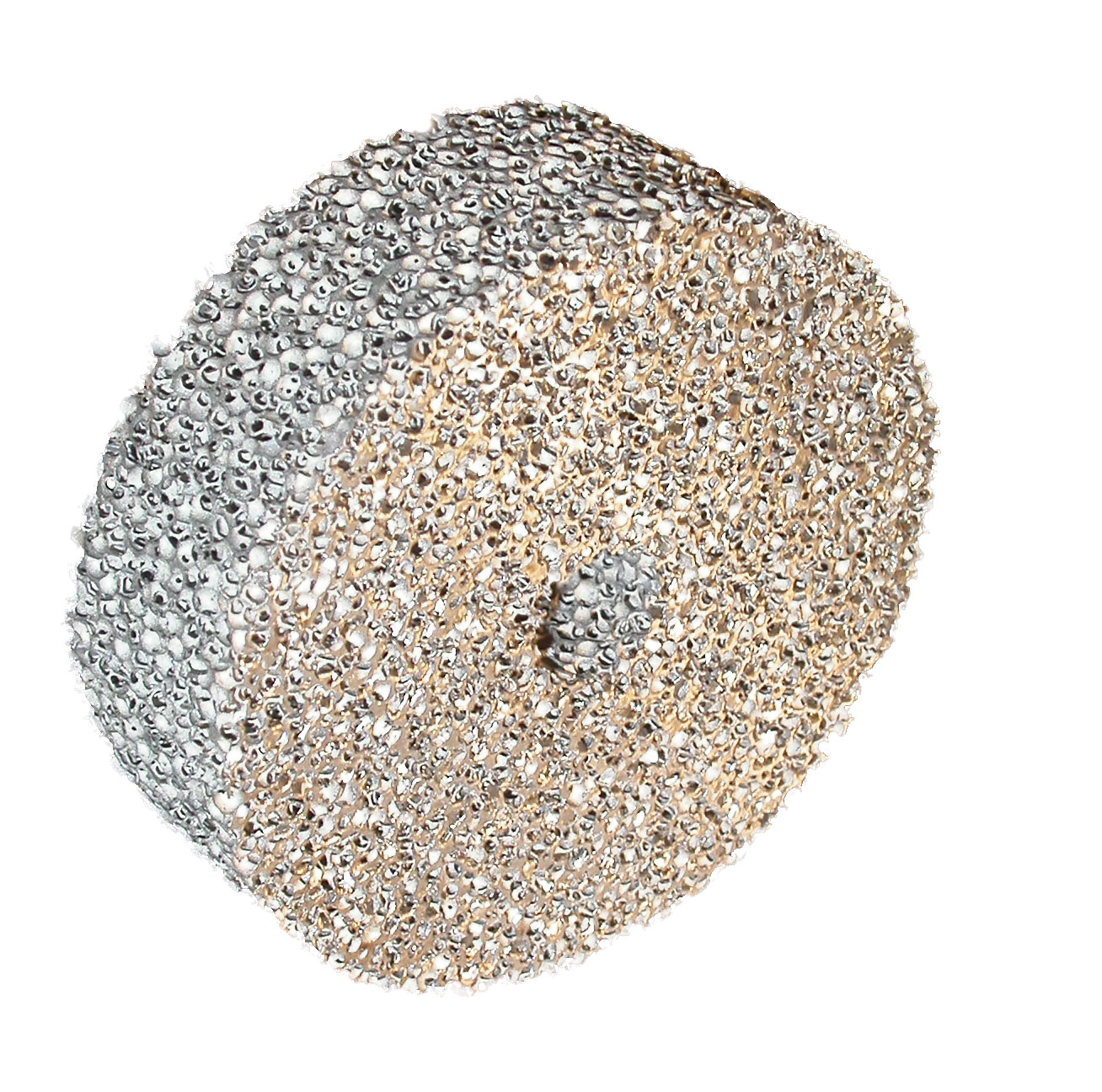
Hjul av sintrat metallpulver.

Pulvermetallurgi innebär att fasta kroppar produceras utan att materialet helt antar smält fas.
Första steget vid produktion är att pulvret tillverkas. Därefter blandas pulvret samman med smörjmedel, för att sedan formas till en detalj. Detaljen formas genom pressning till en grönkropp. Grönkroppen, som är porös, sintras för att få rätt mekaniska egenskaper och dess slutgiltiga form. Sintring innebär att porerna sluts genom upphettning.

## Användning
Tekniken används bland annat för tillverkning av detaljer av järn i bilar, bromsbelägg, hårdmetall, självsmörjande lager och legeringar med jämn sammansättning. Även kroppar av ickemetalliska material framställs på samma sätt, exempelvis urandioxidbränsle för kärnreaktorer.